# Heinrich Langethal

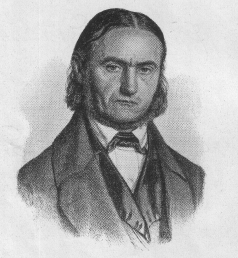
Heinrich Langethal

Johann Heinrich Langethal (* 3. September 1792 in Erfurt; † 21. Juli 1879 in Keilhau) war ein deutscher Pädagoge.

## Biografie
Heinrich Langethal  entstammte einer Handwerkerfamilie. Sein Vater war der Schuhmachermeister Christoph Heinrich Langethal aus Kranichfeld, der sich nach seinen Wanderjahren in Erfurt niederließ. Sein jüngerer Bruder ist der Botaniker und Agrarhistoriker Christian Eduard Langethal. Ein weiterer Bruder, Gottlieb Langenthal, lernte das Schuhmacherhandwerk und arbeitete als Schuhmachermeister in Erfurt.
Über die Kindheit Langethals ist wenig bekannt. Die Mutter starb 1809. Während seiner Schulzeit war er Sänger in einem Chor.
Nach Beendigung des Gymnasiums begann er im Jahr 1810 mit dem Studium der Theologie an der Universität Erfurt. Dies setzte Langethal ab Ostern 1811 an der Berliner Universität fort. Schon vor seiner Zeit als Lützower Jäger hörte Heinrich Langethal Vorlesungen bei Schleiermacher und Fichte. In den Jahren 1811 und 1812 hielt er bereits einige Predigten, u. a. in Storkow und Kerspleben.
Während des Feldzuges 1813 kam Langethal das erste Mal mit Friedrich Fröbel und Wilhelm Middendorff in Kontakt. Im Verlauf ihrer Gespräche stellten sich viele gedankliche Gemeinsamkeiten heraus. Als Ergebnis versprachen sich die drei Männer, später einmal gemeinsam für die Erziehung der Jugend zu wirken. Zusammen mit Middendorff setzte Langethal im Jahr 1814 sein Studium in Berlin fort. Dort wurde auch der Kontakt beider zu Fröbel aufgefrischt und vertieft.
Im September 1817 trat Langethal als dritter Gründer in die Keilhauer Erziehungsanstalt ein, wo er Religion, Tonlehre und Erdkunde unterrichtete. Die Anfangsjahre dort ließen ihn die erste Blüte der Erziehungsanstalt miterleben und mitgestalten. Auf seine Initiative hin wurde zu der Zeit eine Bewegung ins Leben gerufen, die dem Reformator Martin Luther ein Denkmal setzen wollte. Dabei kam die Idee eines lebenden Denkmals für Luther zur Sprache. Nicht zuletzt durch die guten Verbindungen Langethals zu seinen ehemaligen Berliner Professoren wurde eine beträchtliche Geldsumme zusammengetragen. Sie bildete den Grundstock, um zwei Nachfahren eines Bruders von Luther eine Ausbildung in Keilhau zu ermöglichen. Beide stammten aus Möhra in der Rhön und waren in sehr ärmlichen Verhältnissen fast ohne jede Schulbildung aufgewachsen. Georg Luther absolvierte ein Theologiestudium, aus Ernst Luther wurde später ein geschickter Steinmetz.
Der preußische Innenminister Schuchmann hatte herausgefunden, dass der seit 1823 in Keilhau tätige Johannes Arnold Barop während seiner Hallenser Studentenzeit einer geheimen Burschenschaft beigetreten sei. Schuchmann beauftragte daraufhin das Rudolstädter „Geheime Rathscollegium“, dies durch eine Vernehmung Barops zu beweisen und ihn als Lehrer von der Erziehungsanstalt zu entfernen.
Keilhau kam dadurch in den Ruf, ein „Demagogennest“ zu sein. Befördert wurde dieser Ruf in konservativen Kreisen noch durch die ohnehin schon moderne und dadurch anrüchige Unterrichtsweise, die in Keilhau herrschte. Der Vorwurf gegen Barop selbst konnte zwar nach mehreren Vernehmungen schließlich bewiesen werden. Die Schule aber hielt einer Überprüfung durch den Rudolstädter Generalsuperintendenten Zeh im Jahr 1825 stand.
Im Jahr 1826 heiratete Heinrich Langethal Frau Ernestine (1797–1865), geb. Crispini. Sie war eine Pflegetochter von Friedrich Fröbels erster Frau Wilhelmine Henriette Hoffmeister. Aus Langethals Ehe gingen eine Tochter (1827) und ein Sohn (1834) hervor. Beide Kinder starben jedoch schon im ersten Lebensjahr.
Im Jahr 1834 folgte Langethal dem Ruf Fröbels und ging ebenfalls in die Schweiz. Er arbeitete zunächst in Willisau im Kanton Luzern in einer nach Keilhauer Muster gegründeten Erziehungsanstalt. Ein Jahr später folgte Langethal Fröbel abermals. Diesmal ging es nach Burgdorf im Kanton Bern, wo Fröbel die Leitung eines Waisenhauses von der Kantonsregierung übertragen bekam.
Vom Jahr 1837 an, als Fröbel wieder nach Thüringen zurückkehrte, blieb Heinrich Langethal zunächst als Leiter in Burgdorf. 1841 kehrte auch er nach Deutschland zurück. Über seine Aufenthaltsorte in dieser Zeit ist wenig bekannt. Sicher scheint, dass er sich im Jahr 1852 für einige Zeit in Keilhau aufhielt. Später ging Langethal nach Schleusingen, um dort ein Predigeramt zu übernehmen. Er trug seitdem den Titel Archidiakonus.
Im Jahr 1862 siedelte Langethal endgültig nach Keilhau. Sein Augenlicht ließ mit zunehmendem Alter stark nach und er erblindete fast. Trotzdem kamen die Schüler sehr gern zu ihm, um seinen Erzählungen vor allem über die Lützower Zeit zu lauschen. Von 1863 bis zu seinem Tod wurde ihm Fräulein Anna Reichardt zur unentbehrlichen Betreuerin.
Heinrich Langethal verstarb am 21. Juli 1879 in Keilhau. Als alter Lützower Kämpfer wurde er mit militärischen Ehren beigesetzt. Sein Grab befindet sich auf dem Historischen Friedhof Keilhau.

## Auszeichnungen
Eine hohe Ehrung, die die Lebensleistung Heinrich Langethals würdigte, war die Ernennung zum Kirchenrat Pfingsten 1878 durch das Fürstenhaus von Schwarzburg-Rudolstadt anlässlich der Einweihung des Baropturmes.